# Henry Simonsfeld
Henry Simonsfeld (* 15. Oktober 1852 in Mexiko-Stadt; † 5. April 1913 in München) war ein deutscher Historiker, dessen Schwerpunkt auf den deutschen und italienischen Quellen und der Historiographie des Mittelalters, Venedigs und der Stauferzeit lag.

## Leben
Geboren als Sohn eines Großkaufmanns, der früh verstarb, verbrachte Henry Simonsfeld seine Kindheit bei seiner Mutter im Heimatort seiner Eltern, im mittelfränkischen Ottensoos. Vom 6. bis zum 17. Lebensjahr besuchte er das königliche humanistische Gymnasium in Nürnberg. Er studierte ab November 1870 in München bei Wilhelm von Giesebrecht und ab dem Wintersemester 1872/73 bei Georg Waitz in Göttingen. Seit dem Wintersemester 1871/72 war er Mitglied der Studentenverbindung Akademischer Gesangverein München im SV. Im Dezember 1873 legte er in München die Hauptprüfung aus den philologisch-historischen Fächern mit gutem Erfolg ab, 1876 das Spezialexamen aus der Geschichte mit sehr gutem Erfolg. 1873 bis 1876 war er an verschiedenen Schulen als „Klaßverweser“ tätig. 1898 wurde er außerordentlicher Professor für Geschichte und Historische Hilfswissenschaften.
Simonsfeld lehrte an der Universität München. 1908 gab er die Jahrbücher des deutschen Reiches unter Kaiser Friedrich I. heraus, eine Publikation, die ihm scharfe Kritik eintrug. Als sein Hauptwerk gilt seine Arbeit über den Fondaco dei Tedeschi und die deutschen Kaufleute in Venedig von 1887. 1889 folgte eine Arbeit über die deutsche Kolonie in Treviso. Neben der Geschichte Venetiens bildeten die Epoche Friedrich Barbarossas, die Papst- und Konziliengeschichte, aber auch die Geschichte Bayerns weitere Schwerpunkte seiner Arbeit. Hinzu kamen Quelleneditionen, wie zum Chronicon Altinate.
Erst am 29. Februar 1912 wurde er zum ordentlichen Professor berufen, nachdem er 35 Jahre an der Universität tätig gewesen war, davon zwei Jahrzehnte als Privatdozent. Seinen Lebensunterhalt verdiente er bis 1898 durch eine Anstellung an der Staatsbibliothek. Er wurde 1902 ordentliches Mitglied der Bayerischen Akademie der Wissenschaften.
Simonsfeld entsprach nicht dem Bild des Professors, denn er unterrichtete gern unter Gleichen im Café de l’Opera in der Maximilianstraße. Seine Vorlesungen waren spröde, sein Themenspektrum in einer Zeit, in der Spezialisten gefragt waren, zu groß. Außerdem versuchte er selbst seine Berufung zu betreiben, was ihm das Misstrauen wichtiger Entscheider eintrug. Auch seine jüdische Herkunft gilt als hemmend. Hingegen genoss er in Italien hohes Ansehen und wurde mehrfach ausgezeichnet. Simonsfeld erlag seinem Magenleiden nach einer Operation, er starb in der Diakonissenanstalt zu München.

## Werke (Auswahl)
- Andreas Dandolo und seine Geschichtswerke, Theodor Ackermann, München 1876 (Digitalisat beim MDZ).[2]
- Venetianische Studien, Theodor Ackermann, München 1878 (Digitalisat, Chronicon Altinate mit Beilage Chronicon Marci), Nachdruck, Forgotten Books, 2017.
- (Hrsg.): Chronicon Venetum quod vulgo dicunt Altinate, Monumenta Germaniae Historica, Scriptores XIV, Hannover 1883, S. 1–69 (Digitalisat).
- Der Fondaco dei Tedeschi in Venedig und die deutsch-venetianischen Handelsbeziehungen. Quellen und Forschungen., 2 Bände, Cotta, Stuttgart 1887 archive.org archive.org (Google Books).
- Beiträge zum päpstlichen Kanzleiwesen im Mittelalter und zur deutschen Geschichte im 14. Jahrhundert, in: Sitzungsberichte der Bayerischen Akademie der Wissenschaften, Phil.-hist. Klasse 2 (1890), S. 218–285.
- Analekten zur Papst- und Konziliengeschichte im 14. und 15. Jahrhundert, in: Abhandlungen der historischen Classe der königlich Bayerischen Akademie der Wissenschaften 20 (1893), S. 1–56.
- Beiträge zur Bayerischen und Münchener Geschichte, in: Sitzungsberichte der Bayerischen Akademie der Wissenschaften, Phil.-hist. Klasse 8 (1896), S. 257–326.